# Ростоши (Воронежская область)
Ро́стоши — село в Эртильском районе, Воронежской области.
Административный центр Ростошинского сельского поселения.

## География
Расположено в долине среднего течения реки Токай, по обоим её берегам.

## Этимология названия
Первоначально нынешние Ростоши назывались «Козмодемьянскъ» и «Козмодемьянское — Расташи тожъ».
Название села Козмодемьянским, встречающееся в письменных актах 18 столетия, получило своё начало с постройкой в селе первого храма во имя святых бессребренников Космы и Дамиана. Когда же вместо этого, за ветхостью и теснотою упразднённого храма, в 1781 году был выстроен другой, во имя Рождества Пресвятой Богородицы, то и название села Козмодемьянским мало-помалу забылось.
В настоящее время существуют три версии о происхождении названия села:
- духовная — из церковно-славянского языка, от глагола рaсти (в 3-лице, ед.ч.): «Слово же Божие расташе и множашеся»  (Деян.6:7; См. также: Исх. 1:7; 3 Езд. 14:39-40; Ин.1:80;  Деян.12:24; Деян.19:20);
- светская — от уральского диалектизма ростоша, по мнению ученых-атеистов, краеведов В. П. Загоровского и В. А. Прохорова;
- фольклорная — маргинальная версия, связанная с глаголом великорусского наречия растащить (пример народной этимологии).

## Население
| 2000 | 2002  | 2010  |
| ---- | ----- | ----- |
| 1964 | ↘1782 | ↘1384 |

## История
Откуда были первые поселенцы села «Козмодемьянскаго — Растоши тожъ» — неизвестно.
Самые ранние известные археологические памятники в окрестностях села — индоевропейские курганы эпохи бронзы (II тыс. до н. э.).

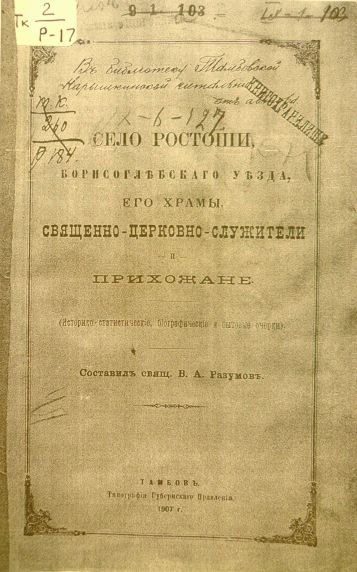
Очерки свящ. о. Василия Разумова (1907)

О времени возникновения села Ростошей никаких местных документальных данных не сохранилось; не сохранило прямых указаний на это и предание. Последнее сохранило только то, что вместе с образованием села на одном из курганов по «Глазатовой» дороге была устроена сторожевая мачта, с которой караульные предупреждали ростоши́нцев о приближении ворогов-кочевников; что в середине села построен был деревянный храм во имя св. безсребр. Космы и Дамиана; что за ветхостью и теснотою его в 1781 году построен был второй храм, каменный.
Реально обозримой в источниках история села представляется только начиная с XVII века. Южная полоса Тамбовской губернии долго не имела постоянного населения, представляя дикую степь, по которой кочевали половцы, затем калмыки, азовские и крымские татары. «Около середины XVI столетия Тамбовский край, населенный мордвой, в значительной степени обрусел и по своему направлению и по этнографическому составу сделался Московским краем». Окончательное заселение произошло в XVII веке. Заселялись эти земли высланными из столицы  стрельцами, не получавшими жалования и сформировавшими социальную группу однодворцев.
Самая ранняя известная дата появления русского поселения в ростоши́нском урочище — 1675 год, но этот год не совсем корректно полагать годом образования села: поселение, или деревня, становились селом только после того, как появлялся храм. И хотя источники сообщают о действующей уже в начале XVIII в. деревянной церкви во имя св. безсребр. Космы и Дамиана, официально зарегистрированным храмом в Ростошах стал только каменный — Рождества Пресвятой Богородицы, то есть официальный статус села Ростоши получили в 1781 году с постройкой и освящением каменной церкви во имя Рождества Пресвятой Богородицы.
Следующей приблизительной датой возникновения Космодемьянского поселения можно считать 1705 год.

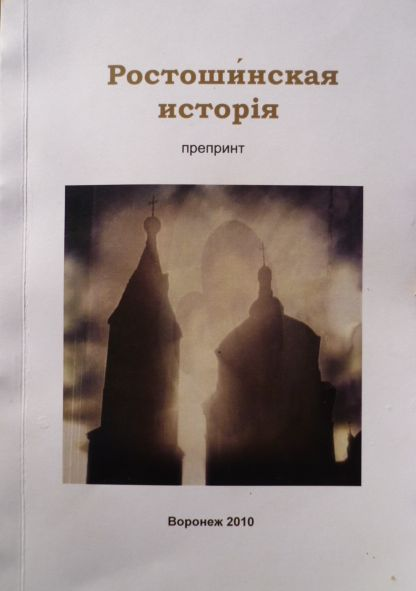
Ростоши́нская история (2010)

Расцвет села пришелся на конец XVIII и начало XIX вв. и был связан с деятельностью протоиерея о. Иоанна Алексеевича Ростоши́нского, кавалера ордена Св. Анны и устроителя Рождество-Богородицкого храма. Благодаря личным качествам протоиерея о. Иоанна и его браку с Екатериной Казминичной, происходившей их княжеского рода Хованских, Ростоши становятся  центром Борисоглебского благочиния, который часто посещали тамбовские архиереи. По ходатайству Екатерины Казминичны к Преосвященному Николаю, епископу Тамбовскому, в 1844 году протоиереем в ростошинский храм был назначен кузен знаменитого Оптинского старца  Амвросия (главного прототипа старца Зосимы в романе Ф. М. Достоевского «Братья Карамазовы») — о. Алексей Разумов (Гренков), женатый на внучке пресвитера Иоанна. Большую часть XIX века Ростоши оставались центром Борисоглебского благочиния, а каменная церковь Рождества Пресвятой Богородицы с трёхсотпудовым колоколом считалась одним из лучших храмов Тамбовской епархии.
В XIX и до конца 20-х годов XX века село Ростоши входило в состав Борисоглебского уезда Тамбовской губернии, но после подавления Тамбовского восстания губерния в наказание была расформирована, многие её уезды отошли к другим областям.
В 1928 году Ростоши́нская волость с населением 6489 человек входит в состав Архангельского района Центрально-Чернозёмной области.
31 декабря 1934 года Президиум Воронежского областного исполнительного комитета принял постановление № 2011 «О разделении и образовании новых районов Воронежской области», утверждённое постановлением ВЦИК от 18 января 1935 г. Таким образом был восстановлен ликвидированный в 1933 г. Токайский район. Ростоши вновь становятся его административным центром, здесь действуют соответствующие статусу районного центра учреждения, выходит газета «Токайская правда». 5 октября 1957 года Токайский район был упразднён.

## Ростошинские храмы

Крест, на месте церкви Святой Троицы

Первый храм в Ростоша́х, как упоминалось выше, был во имя св. безсребр. Космы и Дамиана. По преданию, он был деревянный и построен одновременно с возникновением поселения. По уцелевшему на месте его престола памятнику, — большому квадратному камню, — покрытому железом в форме увенчанной крестом четырёхугольной невысокой пирамиды и называющемуся «голубчиком», видно, что Козмодемьянский храм был построен саженей на 15 южнее того места, где в 1781 году параллельно ему был построен второй каменный храм во имя Рождества Пр. Богородицы.
Неизвестно, куда употреблён был Козмодемьянский храм, когда вместо него был выстроен второй. На этот счёт, равно и относительно внешнего и внутреннего его вида, ни в архиве существующего доселе второго храма, ни в местном предании «старины глубокой» никаких указаний нет.
В начале 90-х годов XIX в. ростошинским сельским обществом в северном конце села была начата постройка деревянного храма, законченная в 1897 году. 8 декабря 1897 года в этом храме окружным благочинным священником был освящён главный престол во имя Святой Троицы, а 29 и 30 января 1899 года им же были освящены придельные алтари во имя Святого Николая и св. безсребр. Космы и Дамиана. (Церковь Святой Троицы до настоящего времени не сохранилась, в 2007 году в её окрестности уроженцем села Ростоши, Жихаревым Е. А., был установлен православный восьмиконечный крест).
В 1781 году стараниями ростошинских прихожан и священствовавшего в то время в Ростошах иерея Алексея Поликарповича Ростошинского взамен обветшалого Козмодемьянского храма был построен каменный храм во имя Рождества Прясвятой Богородицы. 6 июля 1903 года совершена закладка перестраиваемой части храма и престола в честь Космы и Дамиана для придельного алтаря в юго-восточном углу трапезной. В начале 30-х годов XX века каменная церковь Рождества Пресвятой Богородицы была закрыта, с 1934 года в ней размещался районный дом культуры, библиотека, клуб и кинозал.
В 1994 году решением ростошинской общины восстанавливаемый храм был вновь освящен по Космодемьянскому приделу.
Церковь Рождества Пр. Богородицы является одним из старейших каменных храмов Тамбовщины (другой её ровесник — храм Илии Пророка (1781 г.) в Мичуринске), а также старейшим датированным памятником архитектуры в Эртильском районе.

## Образование

Ростошинская СОШ

Ростошинская средняя общеобразовательная школа, воспринявшая наследие трёх местных учебных заведений, является одним из старейших общеобразовательных учреждений Воронежской и Тамбовской областей:
- Земское начальное народное училище по времени своего существования занимает в Ростошах среди других школ первое место. По школьным отчетам годом открытия ростошинского училища называется 1837, хотя, согласно официально принятому теперь мнению, годом начала официальной образовательной деятельности в Ростошах принято считать 1843.
- Церковно-приходская школа при Рождество-Богородицкой церкви была открыта 1 июня 1886 года.
- Школа грамоты была открыта при Троицкой церкви 19 ноября 1895 г. на средства Церковно-приходского попечительства.